# Starszeństwo
Starszeństwo (także zasada lub porządek starszeństwa) – reguła nakazująca ustalić kolejność elementów zbioru (np. osób lub odznaczeń) według ich wieku, stażu czy rangi (ważności). Jest to relacja asymetryczna.
Starszeństwo było stosowane w przeszłości bądź nadal stosuje się m.in.:
- w genealogii na tablicy potomków dla rodzeństwa
- przy nazywaniu członków rodziny (np. senior; najstarszy-starszy-średni-młodszy-najmłodszy brat ojca itp.)
- przy dziedziczeniu spadku
- przy dziedziczeniu tronu → seniorat
- przy podziale majątku między dzieci jeszcze za życia rodziców (zwłaszcza posag, wiano)
- w protokole dyplomatycznym
- w tytułach szlacheckich
- w funkcjach publicznych (por. urzędy I Rzeczypospolitej; marszałek senior)
- w stopniach wojskowych
- w klasach orderów i stopniach odznaczeń (zobacz też polski system orderowo-odznaczeniowy)
- w kartach do gry